# Delphine Delamare
Pour les articles homonymes, voir Delamare.
Véronique Delphine Couturier, épouse Delamare, dite Delphine Delamare, née le 17 février 1822 à La Rue-Saint-Pierre (Seine-Inférieure) et morte le 6 mars 1848 à Ry, est une femme française dont le suicide inspire Gustave Flaubert pour l’héroïne de son roman Madame Bovary.

## Biographie
Véronique Delphine Couturier est l’aînée d'une fratrie de cinq enfants. En 1836 la famille déménage à Blainville-Crevon. Le 7 août 1839, à la Mairie de Blainville-Crevon, elle se marie avec l'officier de santé Eugène Delamare (Benoist-Eugène Delamare, né à Rouen le 17 novembre 1812, ancien élève du médecin Achille Flaubert).
Elle rencontre Narcisse-Stanislas Bottais à Ry en 1840. Ils deviendront amants. De l'union avec Eugène Delamare naît une fille, Alice-Delphine, le 29 novembre 1842. Délaissée par ses deux amants et criblée de dettes, Delphine Delamare se suicide le 6 mars 1848 à Ry par ingestion d'arsenic. Son mari se suicide dans la même ville le 8 décembre de l'année suivante.

## Rapprochements avec Madame Bovary
Après l’échec de La Tentation de Saint Antoine, Louis Bouilhet conseille à Flaubert de prendre comme sujet un fait divers tel celui des époux Delamare. Maxime Du Camp écrit également au romancier pour lui demander s'il fait des progrès sur cette histoire.
Le 22 novembre 1890, l'écrivain et journaliste Georges Dubosc publie un article (« La véritable Madame Bovary ») dans le Journal de Rouen dans lequel il est le premier à faire le rapprochement entre Delphine Delamare et Madame Bovary. Depuis, elle est tenue pour le modèle probable de Gustave Flaubert, alors que celui-ci présentait son roman comme « une histoire totalement inventée », et son personnage comme « une pure invention ».

## Représentation dans les arts

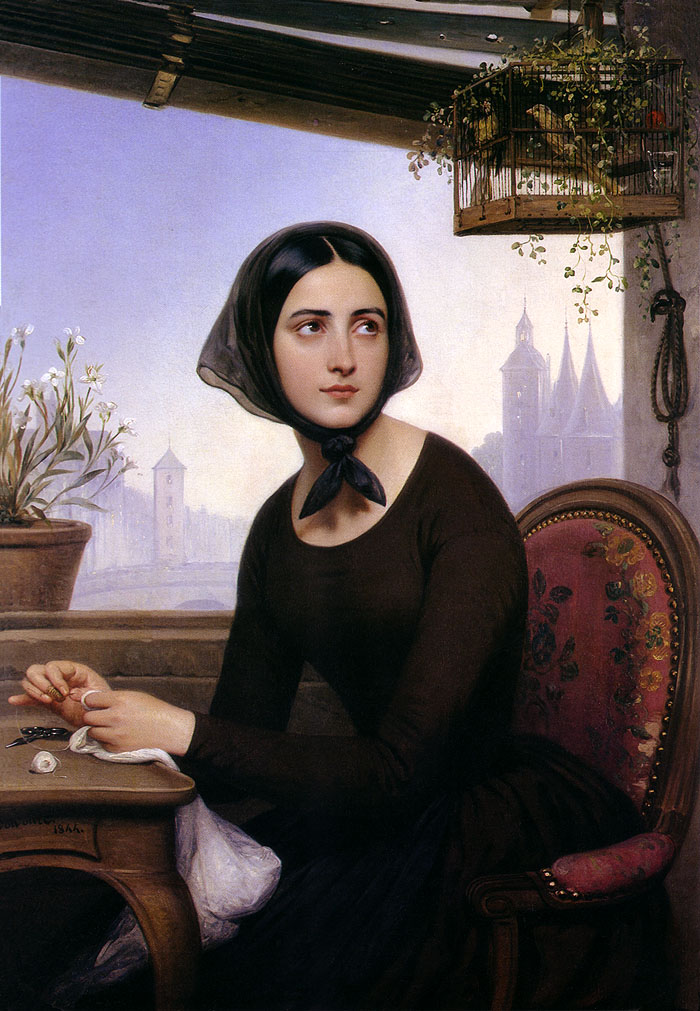
Rigolette cherchant à se distraire en l'absence de Germain, Joseph-Désiré Court (1844).

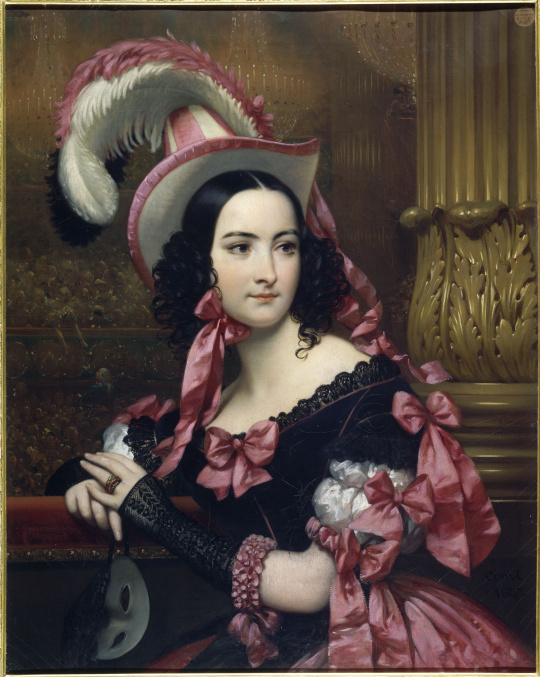
Au bal masqué (Vénitienne au bal masqué), Joseph-Désiré Court, Musée des Beaux-Arts de Rouen.

La mère du docteur Raoul Brunon, fondateur du musée Flaubert et d'histoire de la médecine et auteur d'un ouvrage sur Madame Bovary, croit la reconnaître dans Rigolette attendant le retour de Germain, un tableau du peintre Joseph-Désiré Court (portraitiste de la famille Flaubert). Depuis, ce tableau, qui illustre un épisode des Mystères de Paris d'Eugène Sue, est fréquemment utilisé pour représenter Madame Bovary.
Raoul Brunon estime qu'il existe « un autre portrait de cette même jeune femme en costume de bal masqué », également de Joseph-Désiré Court, intitulé Vénitienne au bal masqué.
Les demandes de photographies de l'œuvre au musée des Beaux-Arts de Rouen démontrent un intérêt pour ces figures, en particulier pour Rigolette. Ce tableau de Madame Bovary apparaît ensuite dans L'Illustration d'août 1930 puis, en 1936, dans la collection « Classique Larousse » . En 1944, dans Flaubert et Madame Bovary de René Dumesnil, les deux portraits apparaissent ensemble suivi d'une légende sans équivoque statuant : « Deux portraits de jeune femme, par Court (Delphine Delamare, Mme Bovary) ».
Fernand Guey, conservateur du musée des Beaux-Arts, évoque quant à lui une « fable concernant les tableaux de Court et Madame Bovary ». Rigolette figure dans l'Album Flaubert de la collection la Pléiade (1972). La couverture d'une nouvelle parution de Madame Bovary, en janvier 1972, dans une édition de poche (« Folio »), contribue, par son rayonnement, à maintenir ce point de vue.